# Darktable
darktable (ダークテーブル) は、フリーかつオープンソースの写真管理・RAW画像編集ソフトウェアである。Adobe PhotoshopやGIMPなどのビットマップ画像編集ソフトウェアとは異なり、RAW画像の編集に特化している。Linux・FreeBSD・Solaris・macOS・Windowsなどに対応しており、GNU GPL v3+の下で公開されている。

## 特徴
darktableには他のRAW画像編集ソフトウェアと同様に、非破壊編集という概念が存在する。編集を行った結果を直ちには反映せず、最終的なレンダリングを行うまで元の画像のデータを保持する。darktableは、組み込みのICCプロファイル、GPUアクセラレーション (OpenGLベース)、一般的な画像ファイルフォーマットに対応している。

### マスク
darktable バージョン1.4の主な新機能は、描画されたマスクのサポートで、画像の指定された領域にエフェクトを適用することができる。利用可能なマスクは、ブラシ・円・楕円・ベジェ曲線・グラデーションである。これらはサイズの変更が可能となっており、スムーズなブレンドのためにフェードアウト半径が利用可能で、不透明度の調整ができる。任意の個数のマスクを作成することが可能で、ダークルームUIの左側にある「マスクマネージャ」に集めることができる。

### 色空間
darktableには、sRGB・Adobe RGB・XYZ・リニアRGBのICCプロファイルが組み込まれている。

### ファイルフォーマット
RAW画像・JPEG・HDR画像・PFMなどの画像ファイルを、ストレージやカメラから読み込むことができる。書き出しについては、ストレージ・Google フォト・Facebook・Flickr・電子メール・シンプルなHTMLベースのウェブギャラリーに対応している。書き出すことのできるファイルフォーマットは、JPEG・PNG・TIFF・PPM・PFM・OpenEXRである。

### スクリプト
darktableはLua バージョン5.2で書かれたスクリプトが利用できる。指定されたイベントに反応して、darktableが実行する処理を定義することができる。スクリプティングの例としては、ダークルームの外で追加の処理を行うために、ファイルの書き出し中に外部のアプリケーションを起動するなどがある。

### マルチモードヒストグラム
RGBの各チャンネルの線形・対数・波形カラーヒストグラムを利用することができる。

## ユーザインタフェース

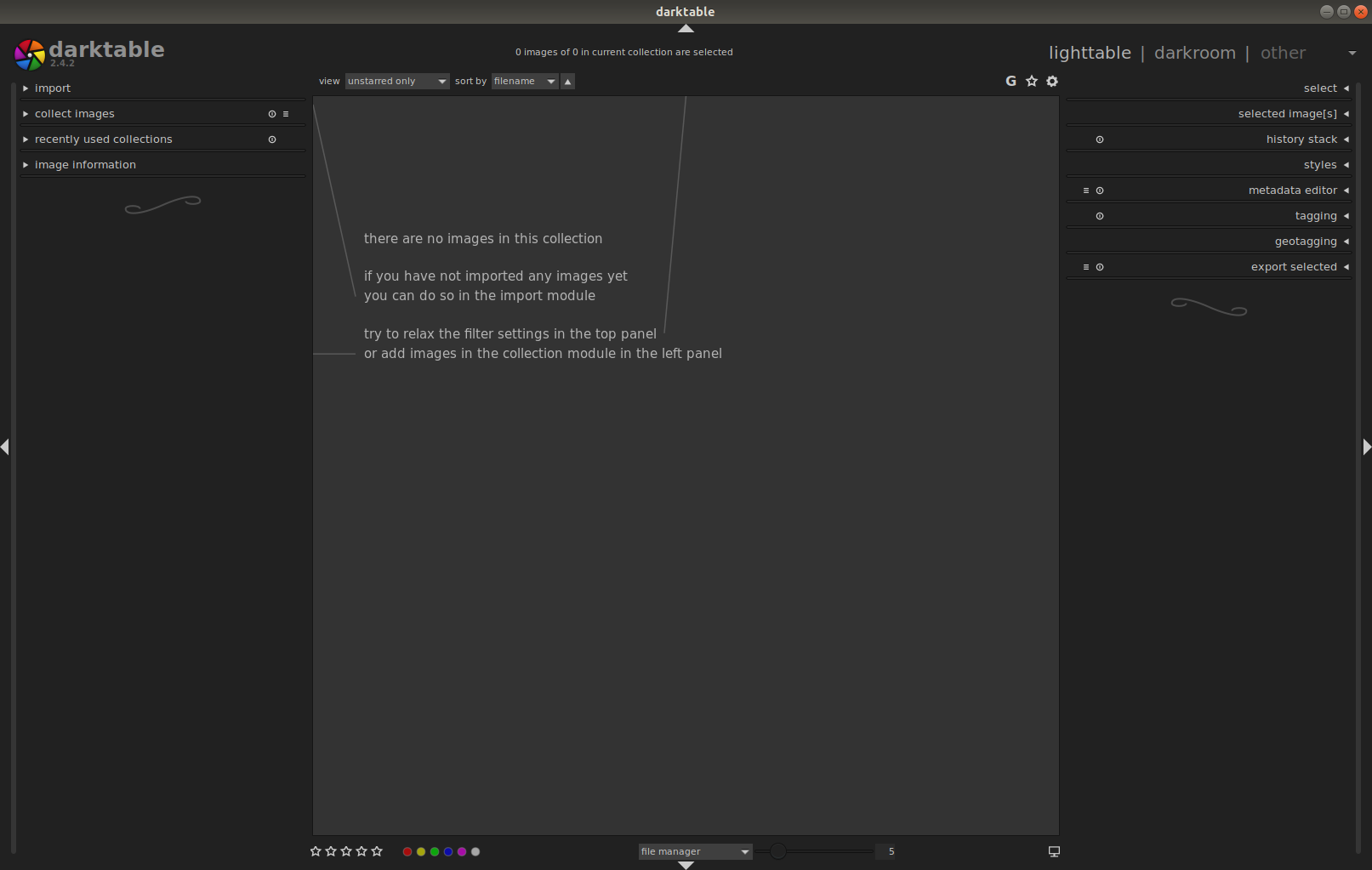
darktable バージョン2.4.2の起動時の画面

darktableには「ライトテーブル」と「ダークルーム」の2つの主要なモードが存在する。これらの名称は写真編集技術の発展の歴史を示している。その他のモードとしては「テザリング」・「マップビュー」などがある。darktableを起動したときには、デフォルトでライトテーブルモードが開き、画像コレクションの一覧が表示される。画面を有効活用するために、全てのモードの全てのパネルは最小化が可能となっている。
ライトテーブル
左側のパネルは画像の読み込みを行い、Exif情報の表示をして、画像のフィルタリングを行うためのパネルである。評価ボタンと分類ボタンは上部にあり、右側のパネルには「メタデータエディタ」や「タグエディタ」などの様々なモジュールが存在する。画像の書き出しを行うモジュールは右下に存在する。
ダークルーム
ダークルームモードでは、中央に画像が表示され、その周囲にパネルが配置される構造となっている。殆どのツールは右側に表示される。左側のパネルには、現在の画像・編集履歴・カラーピッカー・Exif情報のパン可能なプレビューが表示される。下部のパネルには他の画像も含むリストが表示され、上部のパネルを利用することでソートとフィルタリングを行うことができる。また、上部パネルから環境設定にアクセスすることができる。環境設定を行うことで、独自のキーボードショートカットを設定することができる。
テザリング
テザリングモードでは、gPhotoに対応しているカメラとテザリングを行うことができる。
マップビュー
マップビューでは、オンラインのGISから地図を表示することが可能で、ドラッグ・アンド・ドロップで画像にジオタグを付けることができる。また、既にジオタグが付けられている画像を読み込むと、地図上に画像が表示される。

## プラグイン
2018年7月現在、61のプラグインが5つのグループに分かれて存在している。
基本的な処理
露光の調整やホワイトバランスの調整などの基本的な処理を行うためのプラグインが含まれている。
色調の調整
輝度の調整を行うためのプラグインが含まれている。
色の調整
色の調整に特化したプラグインが含まれている。
写真の修正
ホットピクセル・スポット除去・ノイズ・レンズ補正などの写真の問題点を修正するためのプラグインが含まれている。
写真のエフェクト
写真にエフェクトを適用するためのプラグインが含まれている。

## 開発

### Google Summer of Code
2011年、darktableの開発チームはGoogle Summer of Codeに参加した。主な目標はlibgladeに依存している状況の解消を行い、モジュール化を進めることであった。キーボードショートカットを扱うための入力システムも改良され、その成果がdarktable バージョン0.9に組み込まれた。

### 配布
darktableはGNU GPL v3+の下で配布されている自由ソフトウェアである。現在のバージョンは、Linux・FreeBSD・Solaris・macOS・Windowsで動作する。Arch Linux・Debian・Fedora・Gentoo Linux・openSUSE・Ubuntuなどの主要なLinuxディストリビューションでは、デフォルトのリポジトリに含まれており、インストールを行うことができる。

### リポジトリ
darktableのソースコードはGitHubでホストされている。